# Juglans olanchana
Juglans olanchana ist eine amerikanische Baumart der Gattung Walnüsse (Juglans).

## Merkmale
Juglans olanchana ist ein mittelgroßer bis großer halbimmergrüner Baum (maximal 40 m) mit einer dunklen und tief gefurchten Borke. Der Durchmesser kann 150 cm erreichen, der Stamm ist meist bis 5 m hoch astfrei, in seltenen Fällen auch 10 bis 15 m. Die Zweige sind dunkelbraun und erscheinen kahl, sind jedoch mit kleinen Drüsenhaaren besetzt. Die Lentizellen sind auffallend. 
Die Blätter sind groß, meist 45 bis 65 cm lang und 30 bis 35 cm breit. Meist in ein endständiges Fiederblättchen vorhanden, sodass die Blätter unpaarig gefiedert sind. Die Blättchen sind groß, meist 17 bis 21, je 14 bis 17 cm lang und 5 bis 6 cm breit. Sie sind deutlich, 2 bis 4 mm lang gestielt. Die Blättchen sind fein bis stark gesägt, von länglich-elliptischer bis eiförmiger Blattform, mit asymmetrisch gestutzter oder gerundeter Blattbasis und mit lang zugespitztem Blattende. Die unteren Blättchen sind häufig deutlich kleiner als die übrigen. Die Unterseite der Blätter ist kahl und trägt nur wenige gestielte Drüsen, einige kleine Büschelhaare an der Mittelrippe und großen Seitennerven. Die Oberseite ist ebenfalls kahl. Die Rhachis ist kahl oder verkahlend, besitzt allerdings sehr kleine, dicht sitzende gestielte Drüsen.
Die männlichen Kätzchen sind 22 bis 30 cm lang, die Tragblätter sind mit 1 mm klein. Der Blütenstiel ist 4 bis 5 mm lang. Der Ring aus Brakteolen und Kelchblättern besteht meist aus acht Organen. Es gibt 61 bis 102 Staubblätter. 
Die Früchte stehen an 8 cm langen Stielen. Die reife Frucht ist groß, kugelig bis birnförmig, 4,3 bis 4,5 cm breit und 4,7 bis 4,8 cm lang. Sie ist kahl, glänzend grünlich braun mit auffälligen weißen Warzen. Die Hülle ist dick. Die in ihr befindliche Nuss ist rötlich braun, fast kugelig, leicht abgeflacht, 3,4 bis 4,5 cm dick und 3,2 bis 4,2 cm lang. Sie ist stark gerippt, mit breiten, oben flachen Rippen. Die Furchen sind relativ seicht. Lediglich an der Basis der Nuss sind die Furchen tief und die Rippen scharf.

## Verbreitung
Die Art war lange nur aus Zentralamerika, besonders Guatemala und Honduras, bekannt. Ihr Verbreitungsgebiet reicht allerdings von Süd-Mexiko bis in die Bergregionen von Kolumbien, Ecuador, Peru und Argentinien. 
In Zentralamerika wächst die Art in nassen und sehr nassen Wäldern, meist auf schlammigen, sandigen oder felsigen Böden, meist an Flussufern von Meeresniveau bis in 700 m Seehöhe. In den südlicheren Gebieten wächst sie eher in den Bergregionen.

## Nutzung
Das Holz wird vielfältig verwendet: etwa für Möbel, leichtes Bauholz, Innenverschalungen, Drechselarbeiten, Musikinstrumente, Parkettböden. Die Nüsse sind essbar. Die Hüllen werden zum Färben von Leder verwendet.

## Belege
- Wayne E. Manning: The Genus Juglans in Mexico and Central America. Journal of the Arnold Arboretum, Band 38, 1957, S. 121–150.
- C. R. Alvarado, C. A. Alvarado, O. O. Mendozo: Juglans olanchana Standl. & L.O. Williams. In: Tropical Tree Seed Manual. Part II — Species Descriptions. USDA Forest Service, 2003, S. 287–288.